# Tephrosia subamoena
Tephrosia subamoena är en ärtväxtart som beskrevs av James Ramsay Drummond och William Botting Hemsley. Tephrosia subamoena ingår i släktet Tephrosia och familjen ärtväxter. Inga underarter finns listade i Catalogue of Life.